# Afroedura waterbergensis
Espèce
Afroedura waterbergensis est une espèce de geckos de la famille des Gekkonidae.

## Répartition
Cette espèce est endémique du Limpopo en Afrique du Sud.

## Étymologie
Son nom d'espèce, composé de waterberg et du suffixe latin -ensis, « qui vit dans, qui habite », lui a été donné en référence au lieu de sa découverte, le Waterberg.

## Publication originale
- Jacobsen, Kuhn, Jackman & Bauer, 2014 : A phylogenetic analysis of the southern African gecko genus Afroedura Loveridge (Squamata: Gekkonidae), with the description of nine new species from Limpopo and Mpumalanga provinces of South Africa. Zootaxa, no 3846 (4), p. 451–501.